# Rudolf Heinze
Karl Rudolf Heinze, född den 22 juli 1865 i Oldenburg, död den 26 maj 1928 i Dresden, var en tysk jurist och politiker, son till Max Heinze, bror till Richard Heinze.
Heinze blev 1887 juris doktor, innehade flera domarbefattningar och blev 1914 riksrättsråd. Han var 1916-18 understatssekreterare i turkiska justitieministeriet och juli-november 1918 sachsisk justitieminister. 
Heinze var 1907-12 ledamot av tyska riksdagen och 1915-16 ledamot av sachsiska lantdagen, tillhörde 1919-20 tyska nationalförsamlingen, där han var ledare för tyska folkpartiet, och sedan 1920 ledamot av tyska riksdagen. 
Heinze var tysk riksjustitieminister juni 1920-maj 1921 (i Fehrenbachs ministär) och november 1922-augusti 1923 (i ministären Cuno).